# Bata Illic

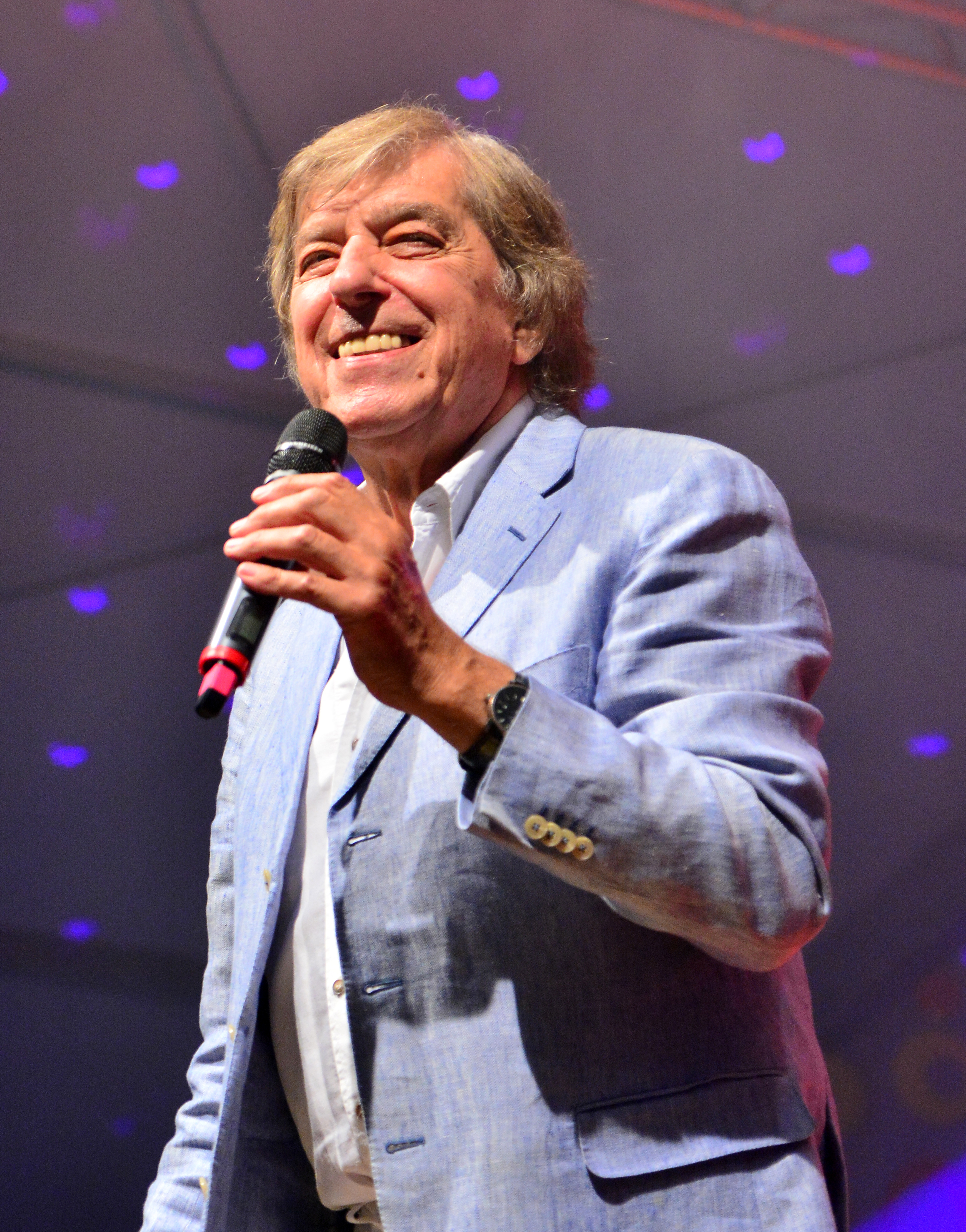
Bata Illic

Bata Illic, född 30 september 1939 i Belgrad, är en serbisk schlagersångare
Illic hade stora framgångar i Tyskland under 1960- och 1970-talet där han fortfarande är populär. Hans hits inkluderar bland annat Mit verbundenen Augen, Schuhe, so schwer wie ein Stein, Schwarze Madonna och Michaela. Han medverkade ofta i ZDF-Hitparade.